# 701781 Dougjohnstone
701781 Dougjohnstone è un asteroide della fascia principale esterna. Scoperto nel 2005, presenta un'orbita caratterizzata da un semiasse maggiore pari a 3,001119 UA e da un'eccentricità di 0,145167, inclinata di 11,744661° rispetto all'eclittica.